# Peter Dollond
Peter Dollond (Kensington, 24 de febrero de 1731-2 de julio de 1820) fue un fabricante de instrumentos ópticos británico, hijo de John Dollond. Es conocido por su exitoso negocio de óptica, y por la invención de la lente apocromática.

## Semblanza
Trabajando junto con su padre y posteriormente con su hermano más joven y con su sobrino (George Dollond), diseñó y fabricó numerosos instrumentos ópticos con gran éxito. Es particularmente notable su invención de la lente acromática triple (es decir, de la lente apocromática) en 1763. Todavía ampliamente utilizada, es conocida como triplete Cooke, tras una patente muy posterior de 1893.
Peter Dollond trabajó al principio con su padre en el tejido de la seda, pero la pasión por la óptica que le transmitió su progenitor, le llevó en 1750 a dejar el negocio de la seda para abrir una tienda de instrumentos ópticos en Kennington, Londres. Dos años después se unió al negocio su padre, que también dejó el tejido de la seda.
Los telescopios Dollond, para uso sideral o terrestre, estuvieron entre los más populares tanto en Gran Bretaña como en el extranjero durante un periodo de más de un siglo y medio. El almirante Nelson poseía uno de estos telescopios. Otro instrumento de la firma navegó con el capitán James Cook en 1769 para observar el tránsito de Venus.
El microscopio de cuerpo compuesto de Peter Dollond estaba basado en mejoras del microscopio del tipo Cuff, introducidas por los diseñadores de instrumentos científicos británicos Edward Nairne y Thomas Blunt alrededor de 1780. 
Otro diseño destacado de Peter Dollond fue el monocular compuesto Eriometer lanzado alrededor de 1790, que se utilizaba para medir con exactitud el grosor y la longitud de las fibras de lana.
Después de defender legalmente con éxito la patente de la lente acromática, la empresa prosperó, y pudo demandar a sus rivales por violar su patente. La reputación de Dollond, especialmente con su padre siendo miembro de la Royal Society a raíz de su desarrollo y patente de la lente acromática, proporcionó a la compañía el derecho de facto de intervenir el mercado del mejor vidrio flint óptico.  Este privilegio permitió a Dollond mantener la calidad de sus instrumentos ópticos por encima de la competencia durante muchos años.
Dollond & Co se fusionó con Aitchison & Co en 1927 para formar Dollond & Aitchison, una conocida cadena británica de ópticas de alta gama.
Peter Dollond estuvo casado con Ann Phillips. La pareja tuvo dos hijas, Louise y Anne.

## Clientes notables
Entre sus clientes notables, figuraron:
- Leopold Mozart
- Federico II el Grande
- Thomas Jefferson
- Horatio Nelson